# Saoedi-Arabië op de Olympische Zomerspelen 2024
Saoedi-Arabië nam deel aan de Olympische Zomerspelen 2024 in Parijs, Frankrijk.

## Aantal deelnemers
Hieronder volgt een overzicht van de atleten die zich reeds gekwalificeerd hebben voor de Olympische Zomerspelen van 2024.
| Sport        | Mannen | Vrouwen | Totaal |
| ------------ | ------ | ------- | ------ |
| Atletiek     | 2      | 0       | 2      |
| Paardensport | 3      | 0       | 3      |
| Taekwondo    | 0      | 1       | 1      |
| Zwemmen      | 1      | 1       | 2      |
| Totaal       | 6      | 2       | 8      |

## Deelnemers en resultaten

### Atletiek

#### Technische nummers
Mannen
| atleet           | onderdeel        | kwalificaties | kwalificaties | finale         | finale         |
| atleet           | onderdeel        | afstand       | rang          | afstand        | rang           |
| ---------------- | ---------------- | ------------- | ------------- | -------------- | -------------- |
| Mohammed Tolo    | kogelstoten      | 20,65 m       | 15            | niet geplaatst | niet geplaatst |
| Hussain Al-Hizam | polsstokspringen | NM            | NM            | niet geplaatst | niet geplaatst |

### Paardensport

#### Jumping
| ruiter                                             | paard           | onderdeel   | kwalificatie | kwalificatie | kwalificatie | finale         | finale         | finale         |
| ruiter                                             | paard           | onderdeel   | strafpunten  | tijd         | rang         | strafpunten    | tijd           | rang           |
| -------------------------------------------------- | --------------- | ----------- | ------------ | ------------ | ------------ | -------------- | -------------- | -------------- |
| Ramzy Al-Duhami                                    | Untouchable 32  | individueel | 0.00         | 77.48        | 19           | 4.00           | 82.73          | 11             |
| Khaled Almobty                                     | Jaguar King Wd. | individueel | 8.00         | 75.87        | 46           | niet geplaatst | niet geplaatst | niet geplaatst |
| Abdulrahman Alrajhi                                | Ventago         | individueel | 0.00         | 73.35        | 10           | 6              | 85.68          | 13             |
| Abdulrahman Alrajhi Khaled Almobty Ramzy Al-Duhami | zie hierboven   | team        | 28.00        | 167.65       | 19           | niet geplaatst | niet geplaatst | niet geplaatst |

### Taekwondo
Vrouwen
| atleet         | onderdeel | kwalificatie         | eerste ronde         | kwartfinale            | halve finale         | herkansing           | finale / BM          | finale / BM |
| atleet         | onderdeel | tegenstander uitslag | tegenstander uitslag | tegenstander uitslag   | tegenstander uitslag | tegenstander uitslag | tegenstander uitslag | rang        |
| -------------- | --------- | -------------------- | -------------------- | ---------------------- | -------------------- | -------------------- | -------------------- | ----------- |
| Dunya Abutaleb | -49 kg    | bye                  | Semberg W 2 - 1      | Wongpattanakit V 0 - 2 | niet geplaatst       | El-Bouchti W 2 - 0   | Nematzadeh V 0 - 2   | 5           |

### Zwemmen
Mannen
| Atleet               | Onderdeel        | Series | Series | Halve finale   | Halve finale   | Finale         | Finale         |
| Atleet               | Onderdeel        | Tijd   | Rang   | Tijd           | Rang           | Tijd           | Rang           |
| -------------------- | ---------------- | ------ | ------ | -------------- | -------------- | -------------- | -------------- |
| Zaid Faisal Alsarraj | 100 m vrije slag | 51,21  | 53     | Niet geplaatst | Niet geplaatst | Niet geplaatst | Niet geplaatst |

Vrouwen
| Atleet                   | Onderdeel        | Series  | Series | Halve finale   | Halve finale   | Finale         | Finale         |
| Atleet                   | Onderdeel        | Tijd    | Rang   | Tijd           | Rang           | Tijd           | Rang           |
| ------------------------ | ---------------- | ------- | ------ | -------------- | -------------- | -------------- | -------------- |
| Mashael Meshari A Alayed | 200 m vrije slag | 2.19,61 | 29     | Niet geplaatst | Niet geplaatst | Niet geplaatst | Niet geplaatst |